# Яне Алексов
Яне Алексов е български революционер, деец на Вътрешната македоно-одринска революционна организация и на Вътрешната македонска революционна организация.

## Биография
Яне Алексов е роден в 1887 година в кратовското село Нежилово, тогава в Османската империя. Остава неграмотен и работи като майстор. Присъединява се към ВМОРО. При избухването на Балканската война в 1912 година е доброволец в Македоно-одринското опълчение на Българската армия и служи в 1-ва рота на 3-та солунска дружина. На 18 юни 1913 година по време на Междусъюзническата война е ранен. След като Кратовско остава в Сърбия след войната, Алексов продължава да се занимава с революционна дейност и действа в 1914 година и 1915 година в родния си край.
| Кратовска чета на куриера Яне Алексов, 1915 година | Кратовска чета на куриера Яне Алексов, 1915 година | Кратовска чета на куриера Яне Алексов, 1915 година | Кратовска чета на куриера Яне Алексов, 1915 година | Кратовска чета на куриера Яне Алексов, 1915 година |
| Номер                                              | Име                                                | Селище                                             | Околия                                             | Забележка                                          |
| -------------------------------------------------- | -------------------------------------------------- | -------------------------------------------------- | -------------------------------------------------- | -------------------------------------------------- |
| 1.                                                 | Яне Алексов                                        | Нежилово                                           | Кратовско                                          |                                                    |
| 2.                                                 | Димко Авксентиев                                   | Емирица                                            | Кратовско                                          |                                                    |
| 3.                                                 | Величко Георгиев                                   | Койково                                            | Кратовско                                          |                                                    |
| 4.                                                 | Стефан Георгиев                                    | Кратово                                            | Кратовско                                          |                                                    |
| 5.                                                 | Стойчо Петров                                      | Кратово                                            | Кратовско                                          |                                                    |

В 1943 година подава молба за българска народна пенсия, която е одобрена и пенсията е отпусната от Министерския съвет на Царство България.